# Orehovica, Šentjernej
Orehovica je naselje v Občini Šentjernej.

## Izvor krajevnega imena
Krajevno ime je izpeljano iz besede ôreh, ki se je v rednem jezikovnem razvoju razvila iz slovanske besede orěxъ. Iz osnove ôreh so še druga krajevna imena, npr.: Orehovec, Orehovci, Orešje in priimki kot npr.: Orehek in Orešnik in drugi. Orehovica pri Šentjerneju se v starih listinah prvič omenja leta 1290 kot Nuztorf. 